# Чакке, Георг Герман
Георг Герман Чакке (нем. Georg Hermann Zschacke; 1867—1937) — немецкий ботаник и лихенолог.

## Биография
Герман Чакке родился 27 мая 1867 года в городе Кётен в Саксонии-Ангальт. Учился в учительской колледже в Кётене, в 1889 году в Дессау получил право работать учителем. С 1887 по 1892 работал в Цербсте, с 1892 года преподавал в Хеклингене. В 1898 году Чакке переехал в Бернбург, где стал преподавать в высшей школе для девочек. С 1916 по 1917 жил в Давосе. Чакке изучал флору Германии, Румынии и Корсики, также был автором монографии семейства лишайников Веррукариевые. Георг Герман Чакке скончался 19 сентября 1937 года в Бернбурге.
Основной гербарий цветковых растений, собранных Чакке, хранится в Берлинском ботаническом саду и музее (B).

## Некоторые научные работы
- Zschacke, H. (1933—1934). Epigloeaceae, Verrucariaceae, Dermatocarpaceae. Kryptogamen-Flora ed. 2, vol. 9.

## Роды и некоторые виды, названные в честь Г. Чакке
- Zschackea M.Choisy & Werner, 1932 [syn.  Verrucaria Schrad., 1794]
- Verrucaria zschackei Riedl, 1990, nom. nov.